# Russische Dialekte

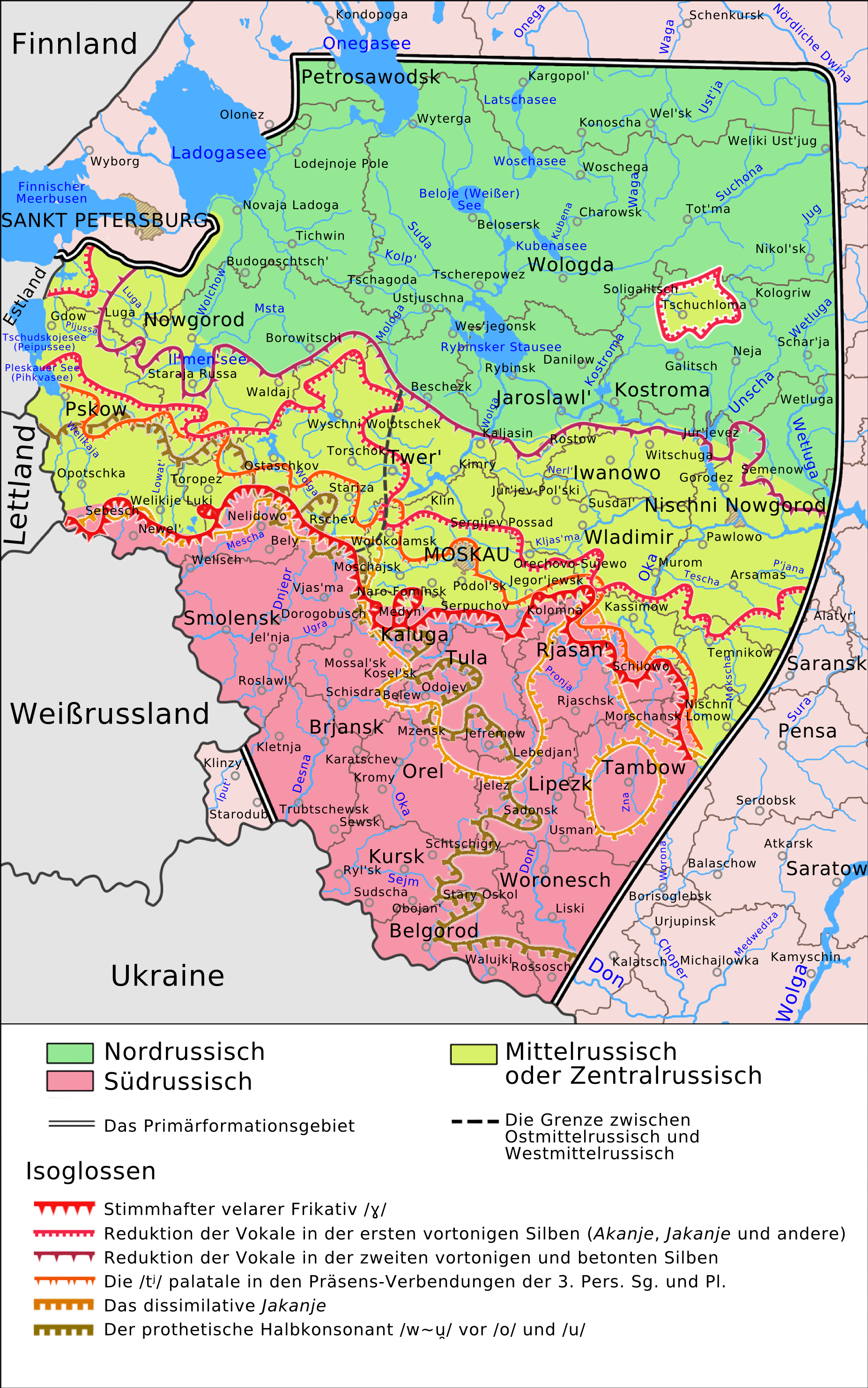

Die russischen Dialekte sind Territorialvarietäten der russischen Sprache. Es gibt zwei große Gruppen dieser Varietäten, die in der russischen Dialektologie als süd- und nordrussische Mundarten bezeichnet werden. Zwischen diesen Gruppen liegen die mittelrussischen Mundarten. Süd- und Nordrussisch werden im Russischen oft als Naretschije (наречие), Mittelrussisch, als Gruppe von Übergangsdialekten, als Gowor (говор) bezeichnet (beide Wörter lassen sich jedoch als ‚Dialekt‘ oder ‚Mundart‘ übersetzen).
Die russischen Dialekte teilen sich in früh- und spätgebildete Dialekte. Die frühgebildeten Dialekte sind die Dialekte, die sich auf dem Gebiet „Großrusslands,“  also etwa des Großfürstentums Moskau, bis zum 15. Jahrhundert herausgebildet haben. Die spätgebildeten Dialekte sind die Dialekte, die in späterer Zeit vorwiegend in Sibirien, im Wolgagebiet und im Nordkaukasus entstanden sind.

## Klassifikation

### Frühgebildete Dialekte (диалекты раннего формирования)
- Nordrussisch (o) (севернорусское наречие)
  - Westnordrussische Dialekte (западные севернорусские говоры)
    - Ladoga-Tichwiner Dialektgruppe (ладого-тихвинская группа)

  - Interzonale Dialekte (межзональные говоры)
    - Onega-Dialektgruppe (онежская группа)
    - Latscha-Dialektgruppe (лачская группа)
    - Belosersk-Beschezker Dialektgruppe (белозерско-бежецкая группа)
    - Pomorendialekt (поморский говор)

  - Ostnordrussische Dialekte (восточные севернорусские говоры)
    - Wologdaer Dialektgruppe (вологодская группа)
    - Kostromaer Dialektgruppe (костромская группа)
    - Wjatka-Dialekt (вятский говор)
    - Permer Dialekt (пермский говор)

- Mittelrussisch/Russisch (o/a) (среднерусский говор)
  - Westmittelrussische Dialekte (западный среднерусский говор)
    - Gdower Dialektgruppe (гдовская группа)
    - Nowgoroder Dialektgruppe (новгородская группа)
    - Pskower Dialektgruppe (псковская группа)
    - Seliger-Torschoker Dialektgruppe (селигеро-торжковская группа)

  - Ostmittelrussische Dialekte (восточный среднерусский говор)
    - Wladimir-Powolschje-Dialektgruppe (владимирско-поволжская группа) (unterteilt in Nord- und Südgruppe)
      - Twerer Dialektuntergruppe (тверская подгруппа)
      - Nischegorodsker Dialektuntergruppe (нижегородская подгруппа)

    - Abteilung A (отдел А): um Moskau
    - Abteilung B (отдел Б): östlich von Moskau bis Kassimow/Wyksa
    - Abteilung C (отдел В): Gebiet um Temnikow/Sergatsch/Nischni Lomow
    - Tschuchlomaer Sprachinsel (чухломского острова)

- Südrussisch (a) (южнорусское наречие)
  - Westsüdrussische Dialekte (западные южнорусские говоры)
    - Westliche Dialektgruppe  (западная группа говоров)
    - Ober-Dnepr-Dialektgruppe (верхне-днепровская группа)
    - Ober-Desna-Dialektgruppe  (верхне-деснинская группа)

  - Interzonale Dialekte A (межзональные говоры А)
  - Mittelsüdrussische Dialekte (центральные южнорусские говоры)
    - Kursk-Orjoler Dialektgruppe  (курско-орловская группа)

  - Interzonale Dialekte B (межзональные говоры Б)
    - Tulaer Dialektgruppe  (тульская группа)
    - Jelezer Dialektgruppe  (елецкая группа)
    - Oskol-Dialektgruppe  (оскольская группа)

  - Ostsüdrussische Dialekte (восточные южнорусские говоры)
    - Rjasaner Dialektgruppe (рязанская группа)

### Spätgebildete Dialekte (диалекты позднего формирования)
- Sibirische Dialekte (сибирские диалекты)
- Dialekte der Altgläubigen Estlands (диалекты старообрядцев Эстонии)
- Dialekt der Duchoborzen Kanadas (диалект духоборов Канады)
- Dialekte der Lipowaner (говоры липован)
- Dialekte der Semeiskije (говоры семейских старообрядцев)
- Dialektgruppe des Dongebietes (донские говоры)